# Fat Joe
José Antonio Cartagena (El Bronx, Nueva York, 19 de agosto de 1970) conocido por su nombre artístico Fat Joe, es un rapero, compositor, actor y productor discográfico estadounidense de ascendencia puertorriqueña y cubana. Joe fue muy popular en la escena del hip hop underground durante principios de la década de los 90. Fue también miembro de los D.I.T.C. Crew ("Digging in the Crates"), junto con los respetados raperos Diamond D, Lord Finesse, O.C., Showbiz & A.G., Big L (fallecido), y su gran amigo Big Pun (fallecido). Fat Joe también está afiliado al rapero de El Bronx KRS-One, ya que ambos están comprometidos al arte del grafiti.

## Historia
Participó en el disco Boricua Guerrero por contactos de S.M.D.
Después de que su protegido el rapero neoyorquino de origen puertorriqueño Big Pun llegara al éxito con su dueto con The O'Jays en "I'm Not a Player" y su remezcla más popular "Still Not a Player", junto con el cantante de R&B Joe, Fat Joe comenzó a seguir sus pasos. Su sencillo de 1998 "Bet Ya Man Can't", con Big Pun y otros miembros de Terror Squad como Cuban Link y Triple Seis, fue un éxito masivo. Poco antes de la muerte de Big Pun, Joe y Pun colaboraron con Jennifer Lopez en el éxito "Feelin' So Good" de su primer álbum On the 6 producido por Sean Combs.
Con el lanzamiento de J.O.S.E. (Jealous Ones Still Envy) en 2001, Joe se anotó otros dos éxitos con "We Thuggin'", con la superestrella del R&B R. Kelly cantando los coros, y "What's Luv?", con la colaboración de la por entonces nueva artista Ashanti, convirtiéndose en una de las canciones del 2002.
A finales de 2002, lanzó Loyalty, que incluía un par de éxitos menores como "Crush Tonite" (con Ginuwine) y "All I Need". El rapero también apareció en varias películas, entre las que se destaca Scary Movie 3 y Empire con John Leguizamo y Peter Sarsgaard.
Fat Joe también es miembro de Terror Squad, grupo que liberó en septiembre de 1999 su álbum debut titulado igual que ellos. Tras varios cambios de miembros (incluida la repentina muerte de Big Pun y la expulsión de Cuban Link), lanzaron su segundo álbum, True Story, en julio de 2004. El sencillo "Lean Back", cantado por Fat Joe y la nueva miembro 
Remy Ma (primeramente conocida como Remy Martin), fue un enorme éxito, llegando al #1 en Billboard Hot 100. Posteriormente, P. Diddy remezcló la canción, en la que también aparecían Eminem, Lil Jon y Ma$e.
En septiembre de 2004, un antiguo guardaespaldas de Fat Joe fue arrestado y acusado de un asesinato en 1994 que presuntamente tenía al rapero como testigo. Según el New York Times, Jose Mulero, de treinta y ocho años de edad, fue inclupado de asesinato, falsificación de pruebas y cargos de armas, y acusado de la muerte de Ernesto Rivera, de dieciséis años, el 15 de abril de 1994. Fat Joe también fue investigado.
A finales de 2004, Fat Joe obtuvo otro éxito con su verso en el tema "New York" de Ja Rule, en el que también aparecía Jadakiss y un coro tomado del "100 Guns" de KRS-One. En su verso, Ja Rule se mete con 50 Cent, añadiendo otro capítulo a sus ya famosas disputas. Sin embargo, debido a la colaboración de Joe y Jada con Ja Rule, 50 Cent asumió que por ello ya se convertían inmediatamente en su enemigo, y a partir de entonces comenzó a cargar con ellos también, como pasó en su nuevo tema "Piggy Bank".
El nuevo álbum de Fat Joe, All or Nothing, originalmente fechado para la primavera de 2005, fue retrasado en varias ocasiones. Finalmente fue lanzado en julio de 2005, con "So Much More" como primer sencillo. En el video del tema aparece DJ Kay Slay, el autoproclamado "Fat Joe negro". El segundo sencillo, "Get It Poppin'", producido por Scott Storch, incluye la colaboración de Nelly. Este es el tema del WWE 2005 SummerSlam.

### Conflicto con 50 Cent
50 Cent atacó a Fat Joe en su canción "Piggy Bank" de The Massacre. Enfadado por su colaboración con Ja Rule, 50 dijo: "ese negro gordo se piensa que 'Lean Back' fue 'In Da Club'/Mi mierda vende 11.000, su mierda es una porquería" (irónicamente, Eminem, el mentor de 50 Cent, apareció en el remix de "Lean Back" antes de que las disputas entre 50 y Joe comenzaran).
Fat Joe continuó grabando como confundido por la cólera de 50 Cent hacia él, pero también declaró que no se iba a quedar quieto viendo como le insultaban. De modo más interesante, Joe atacó la credibilidad de las calles de 50 Cent, diciendo literalmente que 50 nunca había aparecido "en el club", mientras que Fat Joe ha construido su reputación actuando en directo en clubs. Ofreció 1.000.000 dólares al primero que apareciera con una foto de 50 Cent en un club nocturno, hecho que Fat nunca cumplió. Unos días antes del lanzamiento de "Piggy Bank", una canción sin título de Fat Joe apareció por Internet, dándoles varios nombres como "great Gangsta", "gansta 50" y simplemente "Fat Joe Track". Fue oficialmente grabada con el nombre "My Fofo" (en referencia a un consolador), como una canción adicional de All or Nothing, junto con el remix de "Lean Back".(Fat Joe también hizo apariciones en el programa Pimp my ride.

### MTV Video Music Awards de 2005
Después del lanzamiento de "My Fofo", él no continuaría con las disputas con 50 Cent. Aunque las cosas se calmaron, en los MTV Video Music Awards de 2005, Fat Joe hizo un comentario de menosprecio poco antes de la presentación de un premio a Missy Elliot, diciendo: "Quiero decirles a toda la gente en casa que me siento seguro esta noche contando con la protección de la policía cortesía de G-Unit". 50 Cent intento subir al escenario para enfrentarse a Fat Joe, pero fue detenido por seguridad. Después de que hiciera esas declaraciones, fue expulsado del evento. Cuando 50 Cent posteriormente hizo una desacreditación de Fat Joe durante su actuación, Joe no estaba ahí para verlo en persona.

## Información personal
Su mejor amigo fue Big Pun, a quien siempre mencionaba como "Twinsito" o simplemente "Twin". Fat Joe pagó el funeral de Big Pun. Ha declarado que Jennifer Lopez fue la primera persona que le llamó tras la trágica muerte de su amigo. Dijo de Pun: "Estoy acostumbrado a ver jóvenes que mueren asesinados. Ya saben, la mayor parte de mis amigos han muerto asesinados o en un accidente. Pero es la primera vez que veo que un joven negro muere a causa de estar gordo". 
En 2005, venció su miedo al vuelo viajando en avión por primera vez. Ese mismo año, repartió en una escuela del Bronx veinte ordenadores y un laboratorio de comunicaciones.
En 2006, el 24 de octubre, decidió ir a visitar a los estudiantes de University High School, Orlando, Florida, tras el asesinato de Michael Nieves, estudiante de este instituto. En su charla animó a los jóvenes a seguir estudiando, a mantenerse unidos y a aprender a diferenciar que las letras de las canciones son para entretener, no para hacerlas realidad.
Muchos profesores se quedaron asombrados por el comportamiento de los alumnos ya que atendieron a cada palabra pronunciada por Fat Joe.

## Discografía

### Álbumes
- 1993 Represent
- 1995 Jealous One's Envy #199 US
- 1998 Don Cartagena #7 US (Oro)
- 2001 Jealous Ones Still Envy (J.O.S.E.) #21 US (Platino), #19 UK
- 2002 Loyalty #78 US
- 2005 All Or Nothing #6 US, #172 UK
- 2006 Me Myself & I #14 US
- 2008 The Elephant in the Room #6 US
- 2009 Jealous Ones Still Envy 2 (J.O.S.E. 2)
- 2010 The Darkside Vol. 1
- 2011 The Darkside Vol. 2
- 2019 Family Ties

### Singles
- 1997 "No Más Tregua" (con Mexicano 777)
- 2000 "Feelin' So Good" (con Jennifer López y Big Pun) #51 US, #7 UK
- 2001 "We Thuggin'" (con R. Kelly) #15 US
- 2002 "What's Luv" (con Ashanti) #2 US, #4 UK
- 2002 "Crush Tonight" (con Ginuwine) #77 US
- 2003 "All I Need" (con Tony Sunshine y Armageddon) #86 US
- 2003 "I Want You" (Thalía con Fat Joe) #11 US, #22 UK
- 2003 "Me Pones Sexy" (Thalía con Fat Joe) #11 US, #22 UK
- 2004 "Lean Back" (feat Terror Squad y Remy Ma) #1 US, #24 UK
- 2004 "New York" (con Ja Rule y Jadakiss) #27 US
- 2005 "Hold You Down" (Jennifer López con Fat Joe) #64 US, #6 UK
- 2005 "So Much More" #81 US
- 2005 "Oye mi canto" con Big Mato, Nina Sky, Gem Star & Daddy Yankee
- 2005 "Get It Poppin'" (con Nelly) #9 US, #34 UK
- 2005 "I Don't Care" (con Ricky Martin y Amerie) #65 US
- 2006 "Damn"
- 2006 "Clap & Revolve"
- 2006 "Make it Rain (con Lil Wayne)" (WWE Survivor Series 2006 theme song)
- 2007 "Make It Rain Remix (con R.Kelly, T.I, Ace Mack, Birdman, Lil' Wayne and Rick Ross
- 2007 "I Won't Tell" (con J. Holiday) #37 US
- 2007 "Jangueo" (Wisin & Yandel)
- 2010 "Ha Ha (Slow Down)" (con Young Jeezy) # - US
- 2013 "Fat Joe Feat Future - Love Me Long Time"